# موتور إمام بخش عبد اللهي
موتور إمام بخش عبد اللهي (بالفارسية: موتور امام بخش عبداللهي) هي منطقة سكنية تقع في سيستان وبلوتشستان في إيران. يقدر عدد سكانها بـ 20 نسمة .